# Хуан Кастільйо
Хуан Кастільйо (ісп. Juan Castillo, нар. 17 квітня 1978, Дурасно) — уругвайський футболіст, воротар клубу «Данубіо».
Насамперед відомий виступами за клуб «Дефенсор Спортінг», а також національну збірну Уругваю.

## Клубна кар'єра
Народився 17 квітня 1978 року в місті Дурасно. Вихованець футбольної школи клубу «Дефенсор Спортінг». Дорослу футбольну кар'єру розпочав 1999 року в основній команді того ж клубу, в якій провів один сезон, взявши участь лише у 1 матчі чемпіонату. Не пробившись до основного складу, Кастільйо був відданий в оренду в «Уракан Бусео», за яку провів 30 матчів.
Своєю грою привернув увагу представників тренерського штабу клубу «Дефенсор Спортінг», до складу був повернутий 2002 року. Цього разу відіграв за команду з Монтевідео наступні чотири сезони своєї ігрової кар'єри. Більшість часу, проведеного у складі «Дефенсор Спортінга», був основним голкіпером команди.
У сезоні 2006/07 грав у «Пеньяролі», за який провів 27 зустрічей.
7 січня 2008 року підписав контракт з бразильським «Ботафогу». За клуб з Ріо-де-Жанейро дебютував на товариському турнірі Копа Перегріно 12 січня того ж року в матчі з норвезьким «Стабеком» (2:0). У підсумку цей турнір виграв саме «Ботафогу».
З 2010 року виступав за «Депортіво Калі» у складі якого став володарем кубка Колумбії, після чого перейшов у чилійський «Коло-Коло». У першій половині 2012 року грав за «Ліверпуль» з Монтевідео — в Клаусурі сезону 2011/12 він провів всі 15 матчів своєї команди, чотири рази зіграв на нуль (включаючи мінімальну перемогу над «Пеньяролем»), однак у трьох матчах пропускав 4 голи за матч. Команда посіла третє місце в Клаусурі та завоювати путівку в Південноамериканський кубок 2012. Після закінчення турніру Кастільйо перейшов в мексиканський «Керетаро».
До складу клубу «Данубіо» приєднався влітку 2013 року. Наразі встиг відіграти за команду з Монтевідео 2 матчі в національному чемпіонаті.

## Виступи за збірну
В збірної Уругваю дебютував 12 вересня 2007 року в матчі зі збірної Південної Африки (0:0), незважаючи на те, що включався до складу збірної він ще до того — влітку на Кубку Америки 2007. Наприкінці 2008 року зазнав важкої травми, виступаючи за клуб, що позбавило його статусу першого воротаря збірної, однак Кастільйо поїхав на чемпіонат світу 2010 року у ПАР як резервний воротар. 2011 року як резервіст став переможцем Кубка Америки в Аргентині, не провівши жодної гри.
2013 року був учасником розіграшу Кубка конфедерацій 2013 року у Бразилії.
Наразі провів у формі головної команди країни 13 матчів, пропустивши 13 голів.

## Титули і досягнення
- Володар кубка Колумбії (1):

«Депортіво Калі»: 2010
- Володар Кубка Америки (1):

 Уругвай: 2011